# Stráne pod Tatrami
Stráne pod Tatrami (bis 1948 slowakisch Folvarky; deutsch Forberg oder Vorberg, ungarisch Tátraalja – bis 1907 Forberg) ist eine Gemeinde im Norden der Slowakei mit 2528 Einwohnern (31. Dezember 2024). Sie gehört zum Okres Kežmarok, einem Teil des Prešovský kraj.

## Geographie
Die Gemeinde befindet sich im Ostteil des Beckens Podtatranská kotlina, genauer gesagt im Unterteil Popradská kotlina am Bach Stránsky potok, unter der Hohen Tatra. Das Ortszentrum liegt auf einer Höhe von 700 m n.m. und ist sechs Kilometer von Kežmarok gelegen.

## Geschichte
Stráne pod Tatrami wurde zum ersten Mal 1438 als Frowerk schriftlich erwähnt, die örtliche Kirche ist jedoch älteren Ursprungs. Im Mittelalter war der Ort ein Vorwerk der nahen Stadt Käsmark. Nach dem Zweiten Weltkrieg wurde die bis dahin mehrheitliche deutsche Bevölkerung vertrieben und es kamen Slowaken und Roma aus den umliegenden Orten hierher.

## Bevölkerung
| Jahr                | 1994 | 2004     | 2014     | 2024    |
| ------------------- | ---- | -------- | -------- | ------- |
| Anzahl der Personen | 906  | 1291     | 2329     | 2528    |
| Unterschied         |      | +42,49 % | +80,40 % | +8,54 % |

| Jahr                | 2023 | 2024    |
| ------------------- | ---- | ------- |
| Anzahl der Personen | 2464 | 2528    |
| Unterschied         |      | +2,59 % |

Ergebnisse nach der Volkszählung 2001 (1147 Einwohner):
| Nach Ethnie: - 78,12 % Slowaken - 20,31 % Zigeuner - 0,26 % Deutsche - 0,09 % Russinen | Nach Religion: - 93,29 % römisch-katholisch - 2,09 % konfessionslos - 1,83 % evangelisch - 1,74 % keine Angabe - 1,05 % griechisch-katholisch |

## Sehenswürdigkeiten
- Peter-und-Paul-Kirche aus dem 13. Jahrhundert

## Töchter und Söhne der Gemeinde
- Oskar Marczy (1924–2006), deutscher Politiker (FDP)
- Michal Greisiger (Biologe)